# Fietsflat (Amsterdam)
De fietsflat is een drie verdiepingen hoge gratis openbare fietsenstalling voor 2500 fietsen aan de westzijde van Station Amsterdam Centraal.

## Geschiedenis
Wethouder Verkeer en Vervoer van de gemeente Amsterdam Frank Köhler opende de fietsflat op 5 april 2001. De fietsflat was bedoeld als een tijdelijke vervanging van fietsenstallingen die tijdens de bouwwerkzaamheden rond het Centraal Station niet beschikbaar waren. De fietsflat zou oorspronkelijk in 2004 sluiten en ook in 2009 waren er voornemens om de fietsflat te sluiten. Deze werden niet uitgevoerd, omdat er een groot tekort was aan fietsenstallingen op en rond het Stationseiland. In de zomer van 2017 werd de stalling gerenoveerd. Pas na de opening in januari 2023, van de ondergrondse fietsenstalling onder het Open Havenfront, werd de fietsflat gesloten. De flat bleef aanvankelijk nog wel staan, voor het geval er extra parkeerruimte nodig zou zijn, voordat de parkeergarage aan de oostkant van het station rond 2030 open gaat. Na diverse pogingen om een nieuwe bestemming voor de fietsflat te vinden, besloot de gemeente in het voorjaar van 2025 definitief het bouwsel van beton en staal te slopen en af te voeren.

## Ontwerp
De fietsflat is ontworpen door VMX Architecten. Het bouwsel is 100 meter lang, 14 meter breed en drie verdiepingen hoog. Omdat de fietsenstalling zo lang en hoog is, mag er door de stalling gefietst worden. Bij het ontwerpproces moesten bepaalde randvoorwaarden in acht worden genomen. Zo mocht het niet de pas gerenoveerde kade aantasten en moesten rondvaartboten in dit gedeelte van het Open Havenfront kunnen blijven keren. Ten behoeve van veiligheid is het bouwsel zo transparant mogelijk ingericht. Voorts hellen de verdiepingen aanzienlijk zodat mensen er niet lang willen blijven en mensen die er niets te zoeken hebben er gaan dwalen. Er was 24 uur per dag bewaking aanwezig die let op mens en fiets. Het ontwerp werd in 2001 genomineerd voor de NAi architectuurprijs.

## Monument
Na de opening van de fietsenstalling onder het water voor het station sloot de fietsflat en verscheen er een pleidooi in de lokale kranten om de fietsflat te laten bestaan door het de status van gemeentelijk monument te geven. Twee erfgoedorganisaties, de Erfgoedvereniging Bond Heemschut Amsterdam en de Vereniging Vrienden van de Amsterdamse Binnenstad (VVAB) hebben echter al aangegeven dat zij niets zien in een monumentenstatus voor de fietsflat. Anderen zagen meer in hergebruik in andere steden.

## Uitbreiding
In andere steden, waaronder Utrecht, waren er plannen voor de bouw van fietsflats om het grote aantal fietsen in het stationsgebied te kunnen herbergen. Plannen voor de bouw van een tweede identieke fietsflat aan de IJ-zijde van Station Amsterdam Centraal, die in september 2006 had moeten openen, gingen niet door. Het Amsterdamse College van B&W was in april 2006 niet bereid om de benodigde vier miljoen euro te investeren. Daarentegen werden in 2014 besloten tot het bouwen van een ondergrondse fietsentalling aan de Prins Hendrikkade, onder het Open Havenfront direct tegenover de fietsflat en in 2017 in het IJ aan de IJzijde van het Centraal Station.

## Galerij

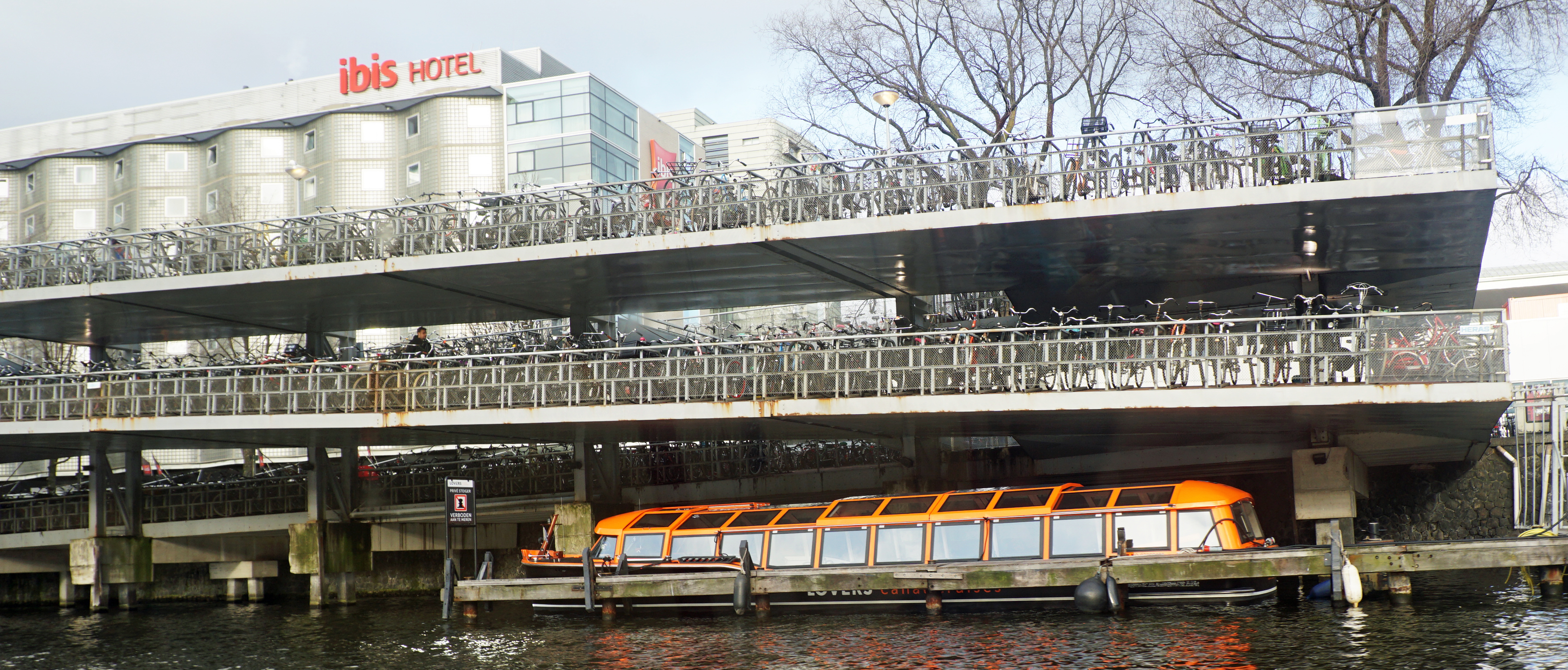
Rondvaartboot aangemeerd onder de fietsflat
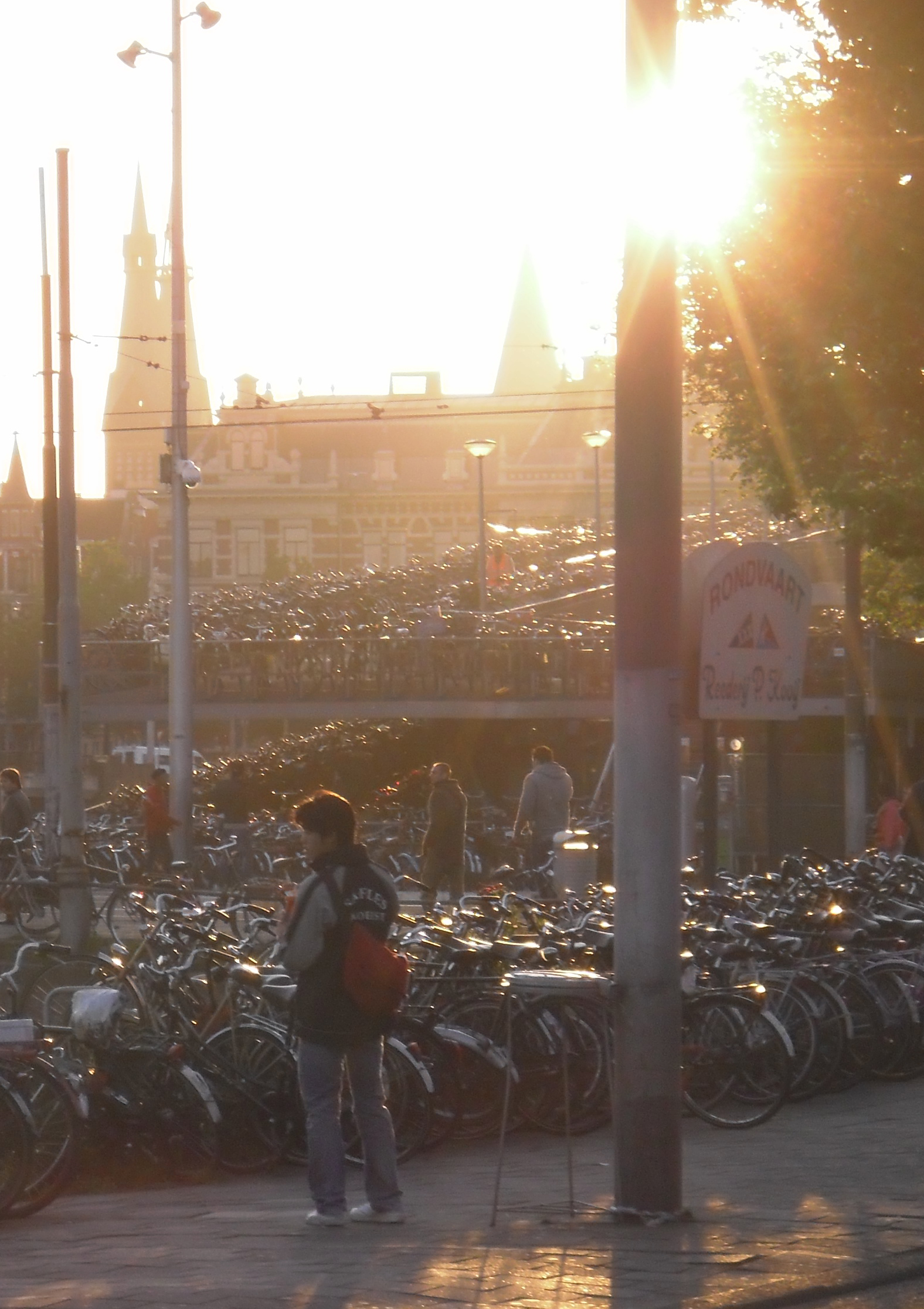
Fietsflat bij zonsondergang
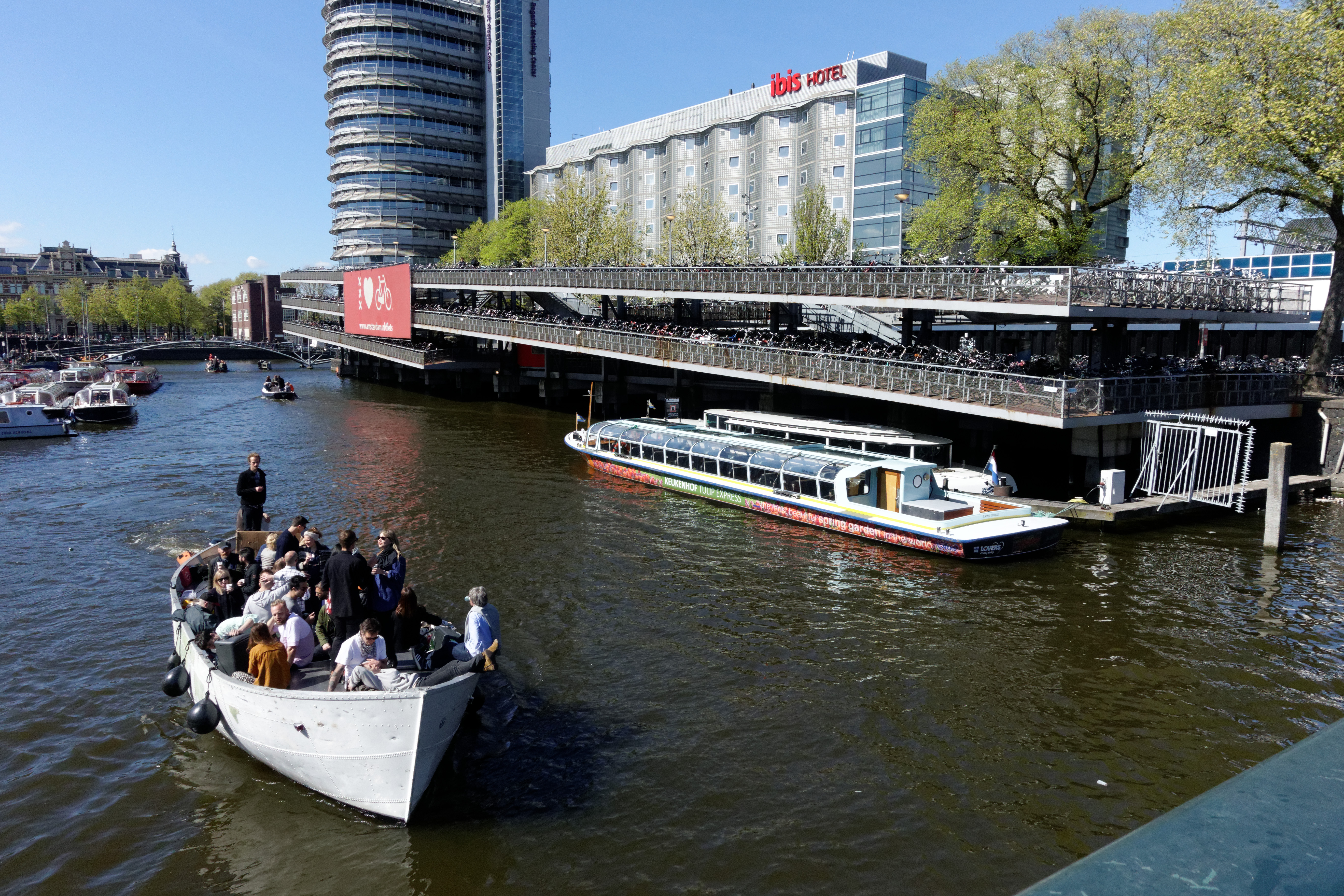
Fietsflat gezien vanaf Westertoegangsbrug
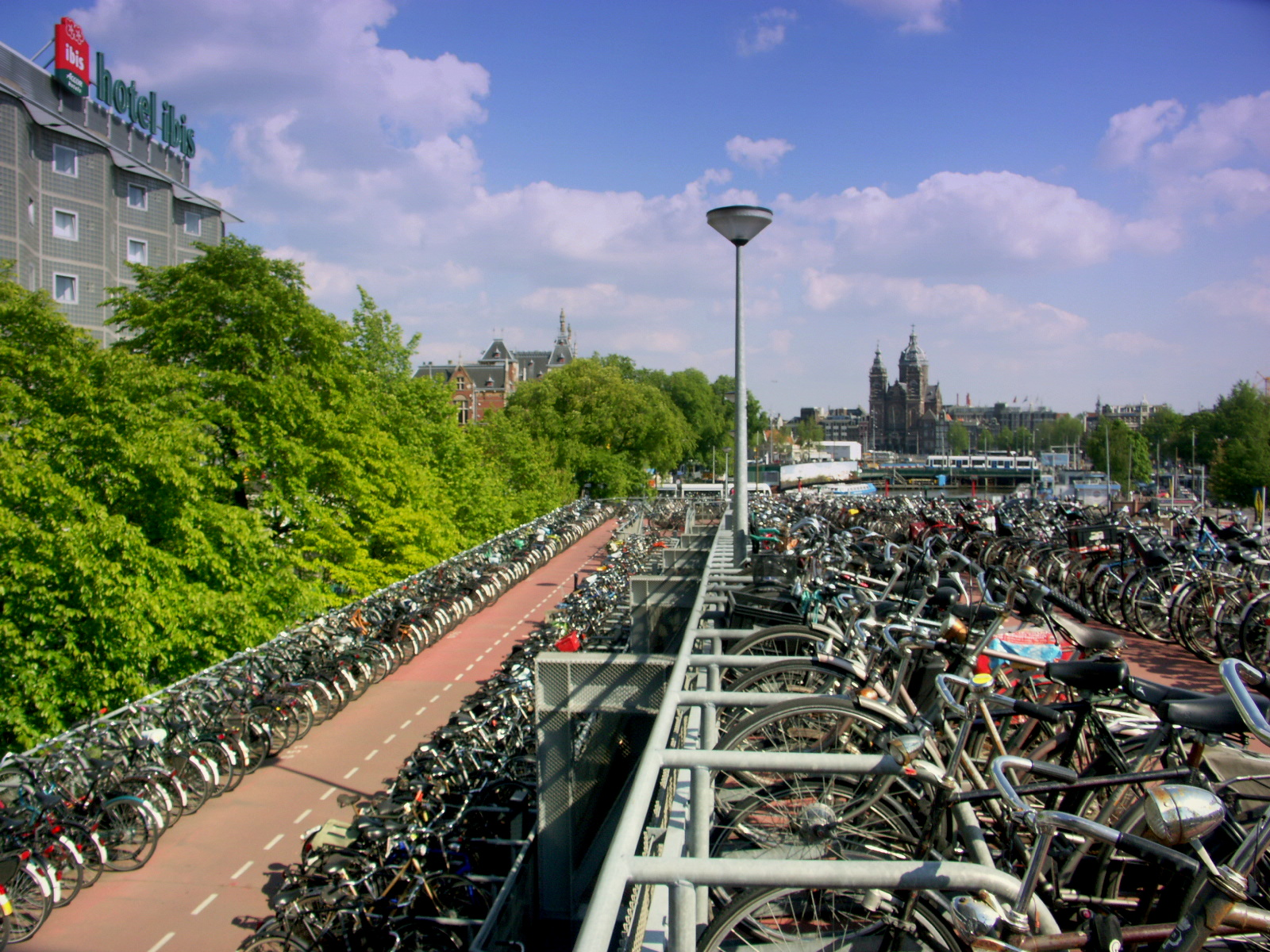
Zicht van boven
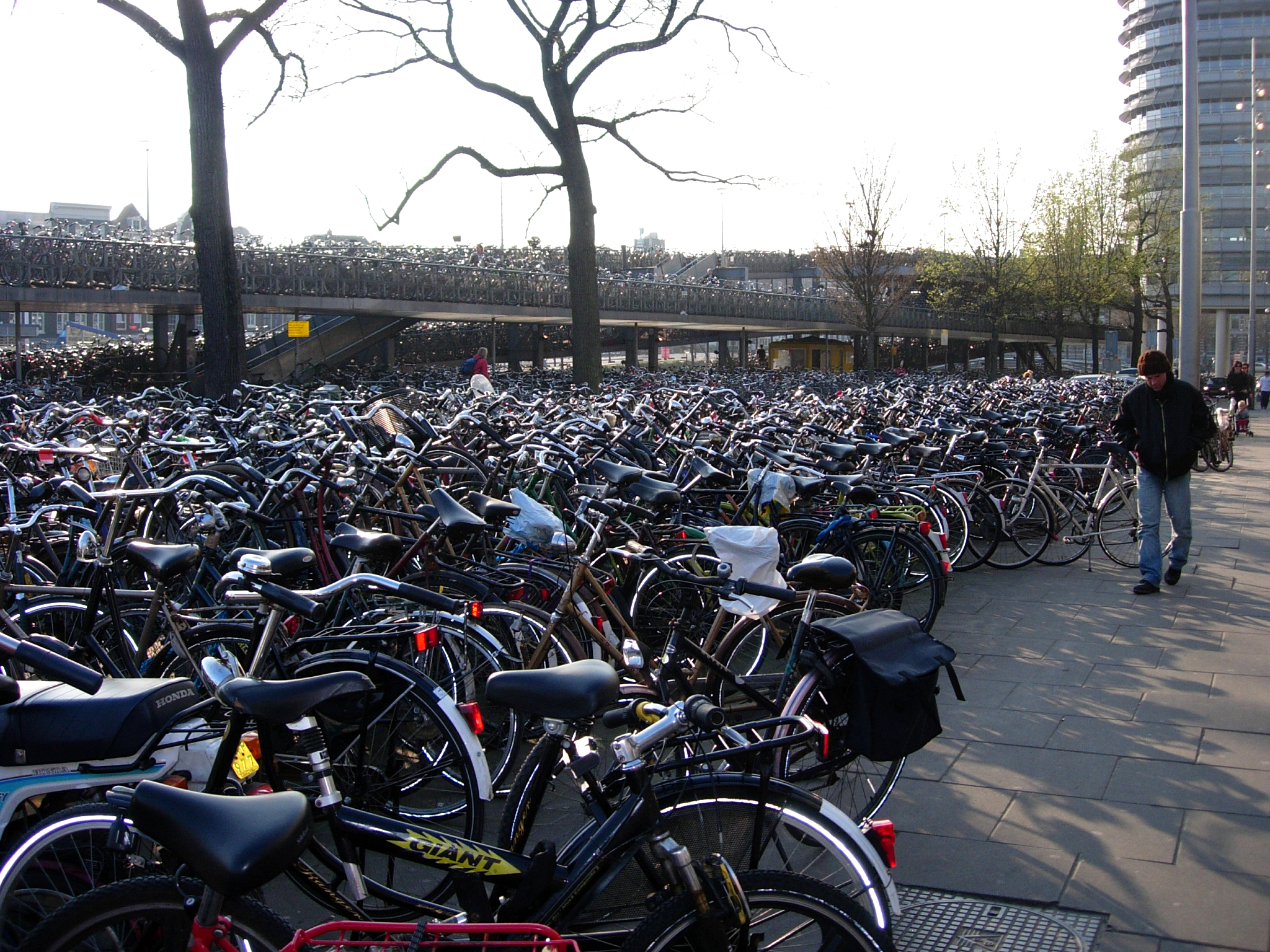
Tekort aan fietsenstallingen zelfs kort na bouw van fietsflat (2005)
De fietsflat is in de lente van 2023 leeg en zal worden verwijderd (april, 2023)
lege fietsflat, gezien vanaf het Centraal Station (april, 2023)